# David Regullano
David Regullano est un ancien joueur philippin de basket-ball. 

## Palmarès
- Champion d'Asie 1973